# Jaskinia Kryspinowska
Jaskinia Kryspinowska – jaskinia położona na terenie Wyżyny Krakowsko-Częstochowskiej, w gminie Liszki, we wsi Kryspinów, w pobliżu Krakowa.
Otwór jaskini znajduje się w małym leju na dnie niewielkiego, nieczynnego kamieniołomu. Otwór ten odsłonięto prawdopodobnie na początku XX wieku podczas eksploatacji wapienia. Pierwsza wzmianka o jaskini pochodzi z 1920 roku. W 1987 została oficjalnie uznana pomnikiem przyrody nieożywionej.